# Pieter Lanchals
Pieter Lanchals (en français : Pierre Lanchals), né à Bruges vers 1430-1440 et mort décapité dans cette ville le 22 mars 1488, est un fonctionnaire important pendant l'administration des Bourguignons et des Habsbourg à Bruges.

## Biographie
Pierre Lanchals a occupé la charge de conseiller et receveur général du duc de Bourgogne Charles le Téméraire et d'écoutète (officier supérieur de justice) de Bruges. En 1480 il est nommé maître d'hôtel de Maximilien d'Autriche, et est créé chevalier par ce dernier en 1483.
Il est décapité par les Brugeois à cause de sa loyauté envers la Bourgogne et Maximilien d'Autriche. Avant qu'il ne soit inhumé dans l'église Notre-Dame, dans une chapelle qui porte son nom (la Lanchalskapel), sa tête a été exposée sur une pique à la Gentpoort (Porte de Gand).